# دهستان رشتخوار
رشتخوار، دهستانی از توابع بخش مرکزی شهرستان رشتخوار در استان خراسان رضوی ایران است.

## جمعیت
براساس سرشماری سال ۱۳۸۵جمعیت آن  ۱۶۵۳۶نفر (۳۸۷۶خانوار) بوده است. 